# João Frederico Ludovice
Johann Friedrich Ludwig, conhecido em Portugal como João Frederico Ludovice, (Castelo de Honhardt, Suábia, 19 de Março 1673 † Lisboa, 18 de Janeiro 1752) foi um arquitecto e ourives alemão. Natural da Suábia, emigrou para a Itália, onde se converteu ao Catolicismo. Veio depois para Portugal, projectando entre outras obras o Palácio Nacional de Mafra (1717-1730), ao serviço de D. João V. Naturalizou-se, mais tarde, cidadão português. Recebeu o título de "Arquitecto mor do reino". A 7 de Junho de 2019, o conjunto composto pelo Palácio, Basílica, Convento, Jardim do Cerco e Tapada de Mafra recebeu a classificação de Património Cultural Mundial da UNESCO, na reunião do comité da organização, que decorreu em Baku, no Azerbaijão.

## Biografia
Filho mais novo de Peter Ludwig, administrador de Schwäbisch Hall, e de sua esposa Elisabetha Rosina Engelhardt, nasceu a 19 de Março de 1673, no Castelo de Honhardt. A juventude despreocupada que Johann pode viver no Castelo, no convívio com os seus numerosos irmãos, não foi duradoura: logo no ano de 1681 a família mudava-se para Schwäbisch Hall, onde seu pai adquirira uma casa na Travessa Langen.
Um dos seus irmãos que mais se destacou, foi [. Como todos os seus irmãos, Johann frequentou o liceu de Schwäbisch Hall, tendo-se matriculado a 6 de Junho de 1682. No ano de 1687, contando apenas 14 anos de idade, perdeu o pai; foi após tal desenlace que o seu tio e padrinho, Johann Wilhelm Engelhardt, entusiasta construtor e homem de apurado sentido estético, se ocupou da educação do jovem sobrinho, familiarizando-o com a arquitectura.
É possível que a centelha artística, que existia em Johann, fosse congénita da parte de sua mãe, do ramo dos Engelhardt.
Em 1689, Johann iniciou os seus estudos de ourivesaria com o Mestre Ourives N. A. Kienle de Jugeren, em Ulm, por um período de 4 anos, entre 1689 e 1693.
Nesse ano assentou praça com 19 anos de idade, tomando parte na Guerra do Eleitorado do Palatinato, que rebentara em 1688, contra a França, tendo Johann feito campanha até ao fim da guerra, (1697), como oficial de Engenharia, após o que seguiu para Itália.
Como militar, orientou trabalhos de engenharia em Ratisbona, assim como outros que realizou durante a guerra, talvez até relacionados com a fundição de metais, ligados à arma de artilharia, adquirindo assim vastos conhecimentos e experiência neste campo.
Ao deixar o Exército em 1697, partiu para Itália, na companhia do Ourives Johann Adolf Gaap, (da família de mestres ourives), tendo-se domiciliado em Roma, onde veio a desenvolver os seus conhecimentos artísticos, designadamente escultura e arquitetura, alterando o seu apelido para Ludovici.
Em virtude da sua vasta erudição em diversas ciências, granjeou simpatia entre os Jesuítas, que, descobrindo o seu invulgar talento, tentaram com que ele ingressasse na Ordem.
Lograram apenas a sua conversão ao Catolicismo, facto relacionado, sem dúvida, com o seu casamento em 1700, em Nápoles, no Reino de Nápoles, com a Católica Chiara Agnese Morelli, dona de rara formosura e dotes morais, filha do industrial de Calçado Francesco Morelli, e de sua mulher Anna.
Em Itália, Johann, é convidado pelos Jesuítas para trabalhar na igreja de Gesú, na fundição e cinzelagem da imagem do Santo Inácio de Loyola, da autoria de los Groos, bem como noutras alfaias.
Em Roma, nos Estados Pontifícios, o seu trabalho foi enaltecido pelos jesuítas, destacando-se de tantos outros artífices e colaboradores Romanos e Franceses, pelo género e qualidade de trabalho da sua especialidade.
Depois de ter contraído núpcias com Chiara Agnese, Johann, faz uma visita à sua terra natal, Schwäbisch Hall, para ver seus familiares e apresentar sua esposa.
Nessa altura questões familiares insuficientemente esclarecidas, motivaram o rompimento de relações com sua mãe e irmãs, que compartilhavam os mesmo sentimentos. Atribuem à independência assumida por Johann, em relação ao facto da sua família de S. Hall, ser Luterana e como tal, não aceitar o seu casamento Católico, enquanto outros conjeturam que tão desagradável incidente tenha sido ocasionado por questões de partilhas de herança paterna. Pois todas as propriedades e bens advinham do primeiro casamento de seu pai. E a sua segunda mulher, mãe do Johann apoderara-se de todos os bens deixando os herdeiros do primeiro casamento praticamente na miséria. Pois tanto Johann como seus irmãos filhos do segundo casamento praticamente não tinham direito a nada e Johann teria ficado indignado com a atitude de sua mãe, tanto assim que mais tarde ignora a parte que lhe coube em testamento.
O que se sabe, porém, é que Johann diz à família que vai para a América e depois desta data nunca mais dá notícias suas, ou da sua família direta, aos seus familiares.
É ainda no final de 1700, que Johann chega com sua esposa a Lisboa, fixando residência na Rua dos Canos, junto ao colégio de Santo Antão. Ele tem um contrato para trabalhar com os Jesuítas, durante sete anos, no Sacrário de Santo Antão, bem como noutras alfaias de igrejas da mesma Ordem.
Neste contrato, Johann é obrigado a trabalhar em exclusividade para os Jesuítas.
A um de Janeiro de 1701, nasceu em Lisboa o seu primeiro filho, João Pedro Ludovice, filho de Chiara Agnese Morelli.
A 13 de Setembro desse mesmo ano, é pronunciada uma sentença contra Ludovice, pelo não cumprimento do contrato de exclusividade para com os Jesuítas.
É então, que o rei D. Pedro II de Portugal intercede a seu favor, pagando as custas da sentença, orçadas em 1$012 réis, e convence os Jesuítas a permitir que Ludovici pudesse fazer uma ou outra obra do seu mister para algumas Igrejas do Padronado Real, ou até do Paço.
Este facto revela-nos que, em 1701, já Ludovice se encontrava a trabalhar para o Rei D.Pedro II.
Dos seus trabalhos em Ourivesaria a grande maioria não está identificado, pois na maior parte das vezes Ludovice apenas desenha as peças e estas são identificadas apenas pelos ourives executores, mas não autores das mesmas. Mesmo as peças de ourivesaria que são atribuídas a Ludovice, não foram executadas pelo próprio e nelas consta a marca do executor.
Das peças atribuídas a sua autoria, constam: O Sacrário de Prata da Igreja de Santo Antão, o Frontal e a Banqueta de prata do Convento do Carmo, o conjunto das Peanhas da Sé de Coimbra, Alfaias para a Capela Real do Paço da Ribeira e muito provavelmente alfaias para a Igreja de São Vicente de Fora, Basílica de Mafra, a Custódia da Sé de Lisboa, Alfaias para a Capela de São João Baptista na Igreja de São Roque etc. A Custódia para a Capela da Bemposta, atribuída recentemente ao seu discípulo Mateus Vicente de Oliveira,  é inspirada nos modelos já desenhados pelo seu mestre João Federico Ludovici. Não nos podemos esquecer que desde 1701 a 1717 vão 16 anos de trabalho praticamente exclusivo à ourivesaria.
D. João V de Portugal encarrega Ludovice de reestruturar o antigo Paço da Ribeira e a sua antiga Capela Manuelina, transformando-a na Igreja Patriarcal de Lisboa.
Em documentação da época, estes trabalhos são muito elogiados, e no que se refere à Capela do Paço da Ribeira, esta é descrita como uma das mais magníficas que se conhece na Europa, destacando os seus interiores e objectos de culto.
D. Pedro II havia feito um voto de erigir um Convento no caso de ter descendência, mas este nunca foi cumprido; D. João V, com o mesmo problema de sucessão, resolve cumprir a promessa de seu pai, e ordena a construção de um Templo em Mafra (O Novo Templo de Salomão). Por decreto de El-Rei D. João V, de 26 de Setembro de 1711, este faz a promessa de construir um Convento e ordena a execução de vários riscos para o mesmo.
A notícia de que entre os vários concorrentes ao projecto, se encontravam arquitectos Italianos: Filipo Juvara e Antonio Canevari (1681-1764), é hoje posta em causa, não obstante, o monarca escolhe o projecto apresentado por Ludovice, não o faz por mero acaso, para além das possíveis influências que se tenham movido, prevaleceu o gosto do próprio Monarca, porquanto a proposta de Ludovice correspondia inteiramente aos objectivos que nortearam a execução do Convento. Quanto à variação de planta, que o Convento sofreu, todas elas foram desenhadas por Ludovici, tendo como prova a planta do Palacete da Quinta da Alfarrobeira concluído em 1727, de autoria de Ludovici, ser a miniatura da planta definitiva do Convento de Mafra.
Em 1728 D. João V vê terminada a grande biblioteca da Universidade de Coimbra e tem uma ideia semelhante para Mafra,  dando ordens para se ampliar o edifício do Palácio Convento de Mafra, com a construção de uma universidade para 200 alunos onde se versariam as várias áreas do conhecimento. Daí a razão da construção de uma grande biblioteca,  a salas dos atos e os respetivos alojamentos para os alunos. O convento tinha alojamento para 80 frades, muitos dos quais seriam os lentes desta universidade. A universidade não chegou a abrir, por ordem do Marquês de Pombal ao expulsar de Mafra os Frades Arrábido e os Jesuítas de Portugal.
As obras do Palácio Convento de Mafra, iniciaram-se solenemente no dia 17 de Novembro de 1717, com o lançamento da primeira pedra, em luxuosa cerimónia. A direcção da obra ficou a cargo do Ludovice, tendo posteriormente este sido substituído, em 1730, pelo seu filho João Pedro Ludovice, também arquiteto da escola de Mafra, tendo fixado residência na Igreja Nova, Quinta de Santo António da Arrifana, em Mafra.
À parte do plano para Mafra, Ludovice fundou uma Escola de Risco em Mafra, onde se formaram vários arquitetos, que se distinguiram no reinado de D. José I, contribuindo assim para o enaltecimento da grande obra de reconstrução da Baixa de Lisboa, da qual tanto beneficiou o Marquês de Pombal. Na escola do risco mafrense já é introduzida a gaiola de madeira antissísmica, muito utilizada na sua terra natal. Em várias construções suas com o palacete da quinta de veraneio de Alfarrobeira, assim com no seu palácio de São Pedro de Alcântara ambos anteriores ao terramoto, foi introduzida a dita gaiola de madeira.   
Posteriormente à obra de Mafra, Ludovice faz vários riscos para outras obras, assim como, a reestruturação do Paço da Ribeira e a sua Capela Real, mais conhecida por Patriarcal, o Altar-Mor da Sé de Évora, o Altar-Mor da Igreja de São Vicente de Fora, o Altar-Mor da Igreja de São Domingos em Lisboa e o seu Pórtico, que pertenceu à Sé Patriarcal, destruída pelo terramoto de 1755 e adaptado a esta pelo arquitecto Carlos Mardel.
O altar-mor da Igreja de São Domingos (Santa Justa) era revestido a mármore e esculturas decorativas, ao centro apresenta um crucifixo em alto relevo. As colunas são de mármore negro sem capitel e o seu receptáculo sagrado inclui porta em bronze, o altar é delimitado por duas estátuas de São Domingos e de São Francisco pertencente a João António de Pádua.
Em 1718, já Ludovice, fazia parte da Mesa da Confraria de São Lucas, e no ano seguinte era seu colaborador Cláudio de Laprade (1682-1738) na decoração da procissão do Corpo de Deus, em Lisboa.
Para si construiu em Benfica a Quinta de Alfarrobeira, cujas obras ficaram concluídas em 1727, e em cuja capela contraiu segundas núpcias, com Anna Maria Verney, irmã de Luís António Verney, a 28 de Julho de 1720. Deste casamento nascem sete filhos, sendo um deles, o futuro arquitecto José Joaquim Ludovice (1731-1803), autor do risco do Convento do Espírito Santo, o actual Chiado. Em Lisboa, ao cimo da Calçada da Glória, construiu um palácio de cinco pisos e janelas avarandadas, considerado como um dos mais belos de Lisboa antiga, cuja construção foi concluída em 1747. Atualmente, este belíssimo edificio corresponde ao Solar do Vinho do Porto.
O mesmo Johann Friedrich Ludwig, que se julgava, por parte da sua família Suábia, emigrado para a América, era considerado desaparecido na sua terra natal, em S.Hall, uma vez que, após o ano de 1700, não houvera notícias suas.
Depois do falecimento de sua mãe, Elisabetha Rosina, no ano de 1729, os consideráveis bens da mesma, e por virtude de um vasto testamento ainda hoje depositado no Arquivo de S.Hall, foi distribuído em partes iguais, entre os filhos, ficando porém o quinhão de João Federico Ludovici, de parte sob administração.
Ao fim de 30 anos de ser dado como desaparecido, em 18 de Janeiro de 1734, por decisão do Conselho de Hall, é considerado como morto, e a sua parte distribuída pelos restantes irmãos.
Em 1743, a sua última intervenção foi a Capela de São João Baptista na Igreja de São Roque, segundo os riscos que enviou para Roma.
João Frederico Ludovice altera os riscos de Luigi Vanvitelli, para a Capela de São João Baptista em São Roque, enviando para Roma os desenhos com as alterações, uma vez que Vanvitelli se recusava a alterar o projecto inicial. O projecto definitivo é praticamente da autoria de Ludovici se forem comparados o projecto inicial e as alterações impostas por Ludovici, segundo a correspondência entre Ludovice e Vanvitelli, publicada por Sousa Viterbo.
Ludovici participou também na resolução da construção do Aqueduto das Águas Livres, tendo solucionado o problema das canalizações. Estando já este construído, a água não chegava, ainda assim, a Lisboa, pois os seus construtores tanto engenheiros como arquitectos não conseguiam dar solução ao problema. É então Ludovici chamado por ordem Real e resolve o problema da canalização de modo a que a água chegue a Lisboa.
D. João V, concedeu-lhe várias benesses, entre as quais, se destaca a nomeação como Arquitecto das Obras de São Vicente de Fora, em 1720 e a concessão do Hábito da Ordem de Cristo, em 1740.
A consagração suprema ser-lhe-ia dada porém, em 1750, por D. José I de Portugal, que o nomeou Arquitetco-Mor do Reino, com a patente de Brigadeiro. No decreto de nomeação referem-se os serviços prestados “ tanto no Reino como fora dele”, pelo que é de presumir que a sua acção se tenha estendido também ao Brasil. Ludovice, já era tratado por arquiteto mor do reino desde 1721.
João Federico Ludovice, coberto de prestigio e rodeado de grande consideração, faleceu em Lisboa a 18 de Janeiro de 1752, na Rua Larga de São Roque, onde residia então, e foi sepultado na mesma igreja na freguesia da Encarnação, como consta na sua certidão de óbito.
REGIUS ARCHITECTUS
O Arquitecto-Ourives, João Federico Ludovice, um estrangeiro que fez de Portugal a sua Pátria .
El-Rei D.João V, acumulou de honras e encheu de riquezas o artista benemérito, que levantou Portugal na Arquitectura e Escultura, da prostação em que jazia, o arquitecto ourives João Federico Ludovici. Tratando-o já em 1718, com  as obras da Sé de Évora, como REGIUS ARCHITECTUS - IONNES FEDERICUS LUDOVISIUS.
Também El-Rei D.José I, remunerou Ludovice, em Dezembro de 1751, passando a transcrever :
"Tendo consideração à grande capacidade, inteligência, e préstimo, com que serviu de Arquitecto a El-Rei meu Senhor, e Pai pelo tempo de quarenta e três anos, João Federico Ludovice, debuxando plantas profis e ornatos e fazendo modelos para as principais obras que o mesmo Senhor mandou fazer, assim neste Reino como fora dele, não só com aprovação  e louvor dos maiores Artífices  da Europa, mas com tal acerto e esplendor, que executados mostram bem a magnificência e grandeza de quem mandou fabricar e instruíndo as que fizeram nestes Reinos com tal direcção e actividade aos operários que à sua doutrina se deve o grande adiantamento, com que neles se acham presentemente as Artes e a continuar o mesmo exercício no seu serviço, que confio dele  cumprirá muito à minha Real  Satisfação: Porque a muitos Arquitectos civis, em que  não concorreram as mesmas circunstâncias, nem serviram tanto nem com tanto préstimo, como o dito João Frederico Ludovice, se tem dado patentes de postos Militares, sem que houvessem servido militarmente, e ser de minha ReaL intenção ao honrar, e adiantar os homens, que se distinguem relevantemente nos empregos do meu Real serviço : Hei por bem fazer-lhe mercê de o nomear Arquitecto Mor deste Reinos, com a Patente e soldo de Brigadeiro de Infantaria que haverá na primeira Plana da Corte, e que todos os mais Arquitectos Civis lhe sejam subordinados, obedeçam e aguardem suas ordens no que tocar ao seu serviço; com declaração que falecendo o dito João Federico Ludovice, se extinguirá o dito cargo de Arquitecto Mor, sem que haja de servir de exemplo a outra Alguma pessoa . O Conselho  Ultramarino o tendo assim entendido, e pela parte que lhe toca o fica executado, Lisboa, catorze de Setembro de Mil Setecentos e Cinquenta.
Com a assinatura de Sua Majestade: Rei  D.José I"
El-Rei D.João V, que desejava do intimo do coração o adiantamento e esplendor das Artes, e que se esforçou para conseguir, sabia que em tais assuntos todo o esforço é inútil, se não vem o prémio moral e material estimular os artistas. Como Rei, a quem a posteridade concedeu com justiça os epithetos de Magnânimo e Protector das Artes, a acumulou de honras e encheu de riquezas o Artista benemérito, que levantará Portugal na arquitectura e escultura  da prostração vergonhosa em que jaziam, o Arquitecto Ourives, João Federico Ludovice .
Também El-Rei D.José I em Dezembro de 1750, apenas alguns meses depois de empunhar o ceptro, remunerou Ludovice, fazendo-o Arquitecto-Mór do Reino, com Patente, soldo e graduação de Brigadeiro de Infantaria na primeira Plana da Corte ; e declarando no decreto que lhe fazia esta mercê ”pela grande capacidade com que servira por tempo de 43 anos ao Senhor Rei D.João V, desenhando e fazendo modelos com tal acerto que, executados, deixam ver a magnificência de quem os mandará pôr em execução; e instruindo os operários empregados em tais obras com tanto zelo que à sua doutrina se deve o grande adiantamento em que se achavam as Artes “n’ estes Reinos“. 
“Esta nomeação feita ao artista octogenário já não era um prémio dos seus serviços. Tinha outra significação mais nobre e mais elevada. Era o galardão desinteressado concedido ao mérito. Era a coroação de louros com que o representante coroado de um povo agradecido cingia a fronte do artista  insigne na sua despedida do mundo . Era em fim a luz da glória projectando esplendores sobre uma campa ainda vazia, e ao mesmo tempo, iluminando o caminho aos novos adeptos para o Templo das artes”.
(Vilhena de Barbosa - Estudos Históricos e Arqueológicos Tomo II)

“Era homem de grande vontade e maior entendimento. Chegou a ser tão estimado de D. João V, que até lhe baptizou um filho e tratava-o por compadre.”
(Visconde de Sanches de Baêna, 1881 - O Notável Architecto da Basilica Real) 
[2] Este artigo bibliográfico sobre João Frederico Ludovice é de autoria de Leopoldo Drummond Ludovice, publicado in: (Leopoldo Drummond Ludovice "Apontamentos genealógicos da família Ludovice", Raízes e Memórias, Associação Portuguesa de Genealogia, N.º 25 Dezembro 2008). 

### Descendentes
| Nome                          | Image            | Nascimento | Casamentos | Morte      |
| ----------------------------- | ---------------- | ---------- | ---------- | ---------- |
| João Pedro Ludovice 1701–1760 | [[File:\|100px]] | 0 Lisboa k | k          | k Lisboa k |